# Ceradenia fendleri
Ceradenia fendleri är en stensöteväxtart som först beskrevs av Edwin Bingham Copeland, och fick sitt nu gällande namn av Luther Earl Bishop. Ceradenia fendleri ingår i släktet Ceradenia och familjen Polypodiaceae. Inga underarter finns listade.